# Aneta Pastuszka
Aneta Regina Pastuszka, née Aneta Regina Konieczna, le 11 mai 1978 à Krosno Odrzańskie, est une kayakiste polonaise pratiquant la course en ligne.

## Palmarès

### Jeux olympiques
- 2012 à Londres, (Royaume-Uni)
  - Qualifiée en K-4 500 m
- 2008 à Pékin,  Chine
  -  Médaille d'argent en K-2 500 m
- 2004 à Athènes,  Grèce
  -  Médaille de bronze en K-2 500 m
- 2000 à Sydney,  Australie
  -  Médaille de bronze en K-2 500 m

### Championnats du monde
- 2011 à Szeged,  Hongrie
  -  Médaille de bronze en K-2 500 m
- 2010 à Poznań,  Pologne
  -  Médaille de bronze en K-4 500 m
- 2007 à Duisbourg,  Allemagne
  -  Médaille de bronze en K-4 500 m
  - 5e place en K-1 200 m
- 2005 à Zagreb,  Croatie
  -  Médaille d'argent en K-4 500 m
  - 6e place en K-2, 200 m
- 2003 à Gainesville,  Croatie
  -  Médaille de bronze en K-1 500 m
  -  Médaille de bronze en K-2 200 m
  -  Médaille de bronze en K-4 200 m
- 2002 à Séville,  Espagne
  -  Médaille d'or en K-4 1000 m
  -  Médaille d'argent en K-2 200 m
  - 4e place en K-4 500 m
  - 5e place en K-2 500 m
  -  Médaille d'or en K-4 200 m
- 2001 à Poznań,  Pologne
  -  Médaille d'argent en K-2 200 m
  -  Médaille d'argent en K-2 500 m
  -  Médaille de bronze en K-4 200 m
- 1999 à Milan,  Italie
  -  Médaille d'or en K-2 500 m
  -  Médaille de bronze en K-4 500 m
  -  Médaille d'argent en K-2 200 m
  -  Médaille de bronze en K-4 200 m

### Championnats d'Europe
- 2011 à Belgrade  Serbie
  -  Médaille d'argent en K-2 500 m
- 2008 à Milan  Italie
  - 6e place en K-4 500 m
- 2007 à Pontevedra  Espagne
  -  Médaille de bronze en K-4 500 m
  - 6e place en K-4 200 m
- 2005 à Poznań  Pologne
  -  Médaille de bronze en K-4 500 m
  - 5e place en K-4 200 m
- 2004 à Poznań  Pologne
  -  Médaille d'argent en K-1 200 m
  - 4e place en K-2 500 m
- 2002 à Szeged  Hongrie
  -  Médaille d'or en K-2 500 m
  -  Médaille d'argent en K-1 200 m
  -  Médaille d'argent en K-2 200 m
  -  Médaille de bronze en K-4 500 m
- 2001 à Milan  Italie Mediolan 2001
  -  Médaille de bronze en K-2 200 m
  -  Médaille de bronze en K-4 200 m
- 2000 à Poznań  Pologne
  -  Médaille d'or en K-2 500 m
  -  Médaille d'or en K-2 200 m
  -  Médaille de bronze en K-2 1000 m
- 1999 à Zagreb  Croatie
  -  Médaille d'or en K-2 200 m
  -  Médaille d'or en K-2 500 m
  -  Médaille d'or en K-2 1000 m